# Azat Peruashev
Azat Turlybekuly Peruashev (en kazajo: Азат Тұрлыбекұлы Перуашев, Azat Tūrlybekūly Peruaşev; n. Rgaity, 8 de septiembre de 1967) es un politólogo y político kazajo que ejerce como diputado del Mazhilis desde 2012. Es también presidente del Partido Democrático Ak Zhol, segundo partido político más grande del país, desde 2011. Previamente fue fundador y primer secretario del Partido Cívico de Kazajistán durante toda su existencia, entre 1998 y 2006, y como presidente de la Cámara Económica Nacional de Kazajistán de 2006 a 2011.
Peruashev nació en una familia musulmana en el pueblo de Rgaity. De 1986 a 1988 sirvió en el ejército soviético. En 1991, Peruashev se graduó de la Universidad Estatal de los Urales, especializándose en ciencias políticas. En 1996, completó la Academia de Administración Pública bajo la presidencia de la República de Kazajistán con un título en Gerente de Administración Pública. En 2000, Peruashev se graduó del Instituto Económico Zhetysu con un título en gerencia económica.
Bajo el liderazgo de Peruashev, Ak Zhol se convirtió en el segundo partido político más grande del país y obtuvo representación parlamentaria en las elecciones legislativas de 2012, reteniéndola tanto en 2016 como en 2021. Como parte de la llamada «oposición sistémica», el partido se considera plegado al régimen gobernante, encabezado por el partido Amanat (previamente Nur Otan), y no ha planteado una oposición encendida a las políticas implementadas por los presidentes Nursultán Nazarbáyev ni Kasim-Yomart Tokáev. Desde 2022, el partido forma parte de la Coalición Popular, alianza de partidos favorables al presidente Tokayev.